# Простые заботы
«Простые заботы» — советский широкоэкранный драматический фильм, снятый в 1975 году режиссёром Исааком Шмаруком на киностудии им. Довженко.
Премьера фильма состоялась 30 декабря 1975 года. Фильм посмотрели 1,4 млн зрителей.

## Сюжет
Во время строительства животноводческого комплекса, председатель колхоза Борис Ярош вступает в конфликт с животноводом Григорием Дмитруком, отстаивая идеи стройки комбикормового завода.

## В ролях
- Леонид Бакштаев — Борис Ярош
- Валерия Заклунная — Зоя
- Валерий Малышев — Григорий Дмитрук
- Лидия Белозёрова — Таисия
- Нонна Копержинская — Ефимовна
- Вова Чубарев — Тимка
- Яна Друзь — Ира
- Сергей Свечников — Сашка Кравченко, ветеринар
- Виктор Шульгин — Кравченко
- Т. Михайлова — жена Кравченко

В эпизодах:
- Агафья Болотова (в титрах Г. Болотова) — Марина
- Галина Демчук (в титрах О. Лемчук)
- Екатерина Литвиненко — председатель колхоза
- Александр Мовчан — секретарь райкома
- Ольга Реус-Петренко (в титрах О. Петренко) — Ольга
- Ада Волошина (в титрах А. Ракова)
- Виктор Чекмарёв — Пётр Гаврилович

## Съёмочная группа
- Авторы сценария: Семён Журахович, Андрей Красильников, Роман Фурман
- Режиссёр-постановщик: Исаак Шмарук
- Оператор-постановщик: Алексей Прокопенко
- Художник-постановщик: Виктор Мигулько
- Композитор: Платон Майборода
- Автор текстов песен: Михаил Ткач
- Звукооператор: Галина Калашникова
- Режиссёр: Н. Колесников
- Оператор: К. Бойко
- Художник-декоратор: Николай Поштаренко
- Художник по костюмам: Ольга Яблонская
- Художник-гримёр: Т. Головченко
- Монтажёр: Алла Голубенко
- Ассистент режиссёра: В. Штефан
- Ассистент оператора: А. Клопов
- Оператор комбинированных съёмок: В. Симоненко
- Мастер по свету: В. Чернышенко
- Консультант: В. Балюра
- Редактор: Татьяна Ковтун
- Директор картины: Александр Шепельский
- Государственный симфонический оркестр УССР, дирижёр: Стефан Турчак

## Награды
- 1975 — Приз «За лучшую операторскую работу» Алексею Прокопенко и диплом «За лучшую женскую роль» Валерии Заклунной на Республиканском кинофестивале в Жданове[1]